# Friedrich Nikolaus von Pauffler
Friedrich Nikolaus von Pauffler (* 30. November 1778 in Mitau; † 4. Januar 1856 in Sankt Petersburg) war ein deutschbaltischer Theologe.

## Leben
Er studierte Theologie zu Königsberg und Jena, wurde 1803 Pastoral-Adjunkt zu Dalbingen und war 1807 bis 1827 Pastor zu Kursiten und Altschwarden.
Er richtete 1824 die Volksschulen in Kursiten und Schwarden ein, deren Lehrer er selbst ausgebildet hatte. Er war Mitgründer der Lettisch-literärischen Gesellschaft, 1821 Mitredakteur der Kurländischen Gesellschaft für Literatur und Kunst. Er war von 1827 bis 1838 Pastor in Windau, 1828 Propst der Goldingenschen Diözese und Assessor des Kurländischen Konsistoriums, 1831 Konsistoriums-Rat, 1833 geistlicher Beisitzer des Goldingenschen Oberkirchenvorsteher-Amts. 1835 Oberkonsistorial-Rat und geistliches Mitglied des Evangelisch-Lutherischen General-Konsistoriums in St. Petersburg. 
Von 1838 bis 1840 war er Generalsuperintendent des St. Petersburger Konsistorial-Bezirks und von 1840 bis 1856 Vizepräsident des Evangelisch-Lutherischen General-Konsistoriums, 1851 Bischof. 
Er verfasste Aufsätze in den Latweeschu Awises.

## Mitgliedschaften
- 1852: Ehrenmitglied der Kaiserlichen Universität Dorpat

## Auszeichnungen
- 1848 St.-Wladimir-Ordens III. Klasse
- 1853 St.-Stanislaus-Orden I. Klasse